# 26761 Stromboli
A 26761 Stromboli (ideiglenes jelöléssel 2033 P-L) egy kisbolygó a Naprendszerben. Cornelis Johannes van Houten,  Ingrid van Houten-Groeneveld és Tom Gehrels fedezte fel 1960. szeptember 24-én.
Nevét a Tirrén-tengerben, Szicíliától északra elhelyezkedő vulkáni eredetű Stromboli sziget után kapta.